# Alexandre Franquet
Alexandre Franquet (Songy, 28 giugno 1828 – Lorient, 25 agosto 1907) è stato un ammiraglio francese, ufficiale della marina francese. Era al comando durante la battaglia dell'Avana, il più significativo scontro navale della guerra franco-prussiana.

## Biografia
Franquet entrò all'École navale (accademia navale) nell'ottobre 1843. Prese parte alla guerra di Crimea, servendo sulla corvetta Galatée e sulla cannoniera Lance (1854-1855) con il grado di Ensigne. Prese poi parte alle campagne in Cina (1858-1860) sulla Didon e sulla Primauguet.
Durante la guerra franco-prussiana, con il grado di capitaino di fregata, fu al comando dell'avviso Bouvet. Il 9 novembre 1870, combatté la cannoniera tedesca Meteor al largo dell'Avana. Dopo lo scontro inconcludente, fu promosso capitano di vascello. Nel giugno 1881, salì al grado di controammiraglio e prese il comando della squadriglia di base in Algeria. Promosso vice-ammiraglio nel febbraio 1888, fu nominato prefetto marittimo a Rochefort nel settembre 1892. Si ritirò nel giugno 1893.